# ロザスコ
ロザスコ（伊: Rosasco）は、イタリア共和国ロンバルディア州パヴィーア県にある、人口約500人の基礎自治体（コムーネ）。

## 地理

### 位置・広がり

#### 隣接コムーネ
隣接するコムーネは以下の通り。括弧内のVCはヴェルチェッリ県所属を示す。
- カレザーナ (VC)
- カステルノヴェット
- コッツォ
- ランゴスコ
- パレストロ
- ペッツァーナ (VC)
- ロッビオ

### 気候分類・地震分類
気候分類では、zona E, 2680 GGに分類される。
また、イタリアの地震リスク階級 (it) では、zona 4 (sismicità molto bassa) に分類される
。